# The D.I.Y. Guys
The D.I.Y. Guys – album koncertowy CD/DVD zespołu (hed) P.E. Został wydany 8 lipca 2008 roku.

## Lista utworów
Utwory nagrane na żywo
1. Madhouse 2:05
2. Walk On By 0:37
3. Game Over 1:39
4. Peer Pressure 0:45
5. Sophia 3:34
6. The Truth 3:12
7. RTO 3:43

Utwory studyjne
1. Niteclub In Bali 2:11
2. Get Em Up 4:28
3. War on the Middle Class 2:04
4. Ordo Ab Chao 2:43
5. Bloodfire 2:47
6. Real Talk 1:34
7. Untitled Bonus Track 2:09